# Чальца
Ча́льца (Кольца) — река в России, протекает по муниципальному округу Шатура Московской области и Клепиковскому району Рязанской области. Правый приток реки Ялма в бассейне Волги.

## География
Река Чальца берёт начало в Шатурском районе Московской области примерно в 5 км к югу от села Дмитровский Погост. Течёт на юг, затем поворачивает на восток. В нижнем течении по реке проходит граница Московской и Рязанской областей. Русло реки почти по всей длине спрямлено каналом. Устье реки находится в 6,3 км по правому берегу реки Ялма. Длина реки составляет 18 км, площадь водосборного бассейна 151 км².
Нижнее течение реки пользуется популярностью среди любителей рыбалки.

## Данные водного реестра

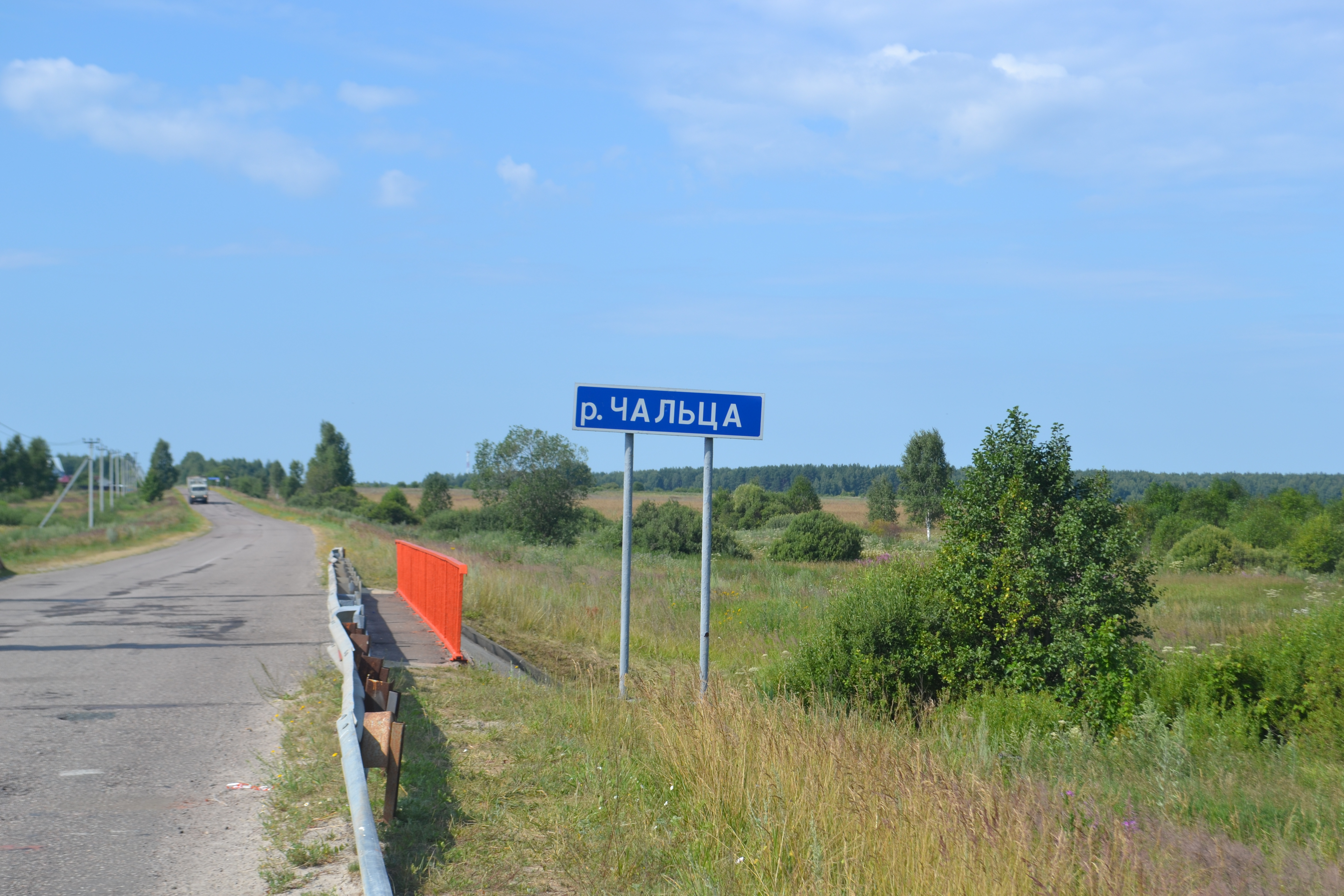
Мост через реку Чальца

По данным государственного водного реестра России относится к Окскому бассейновому округу, водохозяйственный участок реки — Ока от водомерного поста у села Копоново до впадения реки Мокша, речной подбассейн реки — бассейны притоков Оки до впадения Мокши. Речной бассейн реки — Ока.
Код объекта в государственном водном реестре — 09010102312110000026351.